# Richard Wilhelm
Richard Wilhelm (Stuttgart, Alemania, 10 de mayo de 1873-Tübingen, Alemania, 2 de marzo de 1930) fue un sinólogo, teólogo y misionero alemán. Tradujo muchas obras de filosofía del chino al alemán, que luego fueron a su vez traducidas a otras lenguas de todo el mundo. Fue amigo personal de Carl Gustav Jung. Su hijo Hellmut Wilhelm fue también un notable sinólogo.

## Biografía
Según Jung, Richard Wilhelm creó como sinólogo un puente entre Este y Oeste para legar al Occidente la preciosa herencia de una cultura milenaria.

Cuando era joven, Wilhelm se trasladó en misión cristiana a China y allí se había iniciado en el mundo del oriente espiritual. Wilhelm era una auténtica personalidad religiosa de visión amplia y clara. Poseía la capacidad de adaptarse incondicional a la postura de la manifestación de un espíritu extranjero y transmitir todo el milagro de la intuición, lo que le capacitaba para hacer accesible a Europa los valores espirituales de China.
Jung, Recuerdos, sueños, y pensamientos, página 441

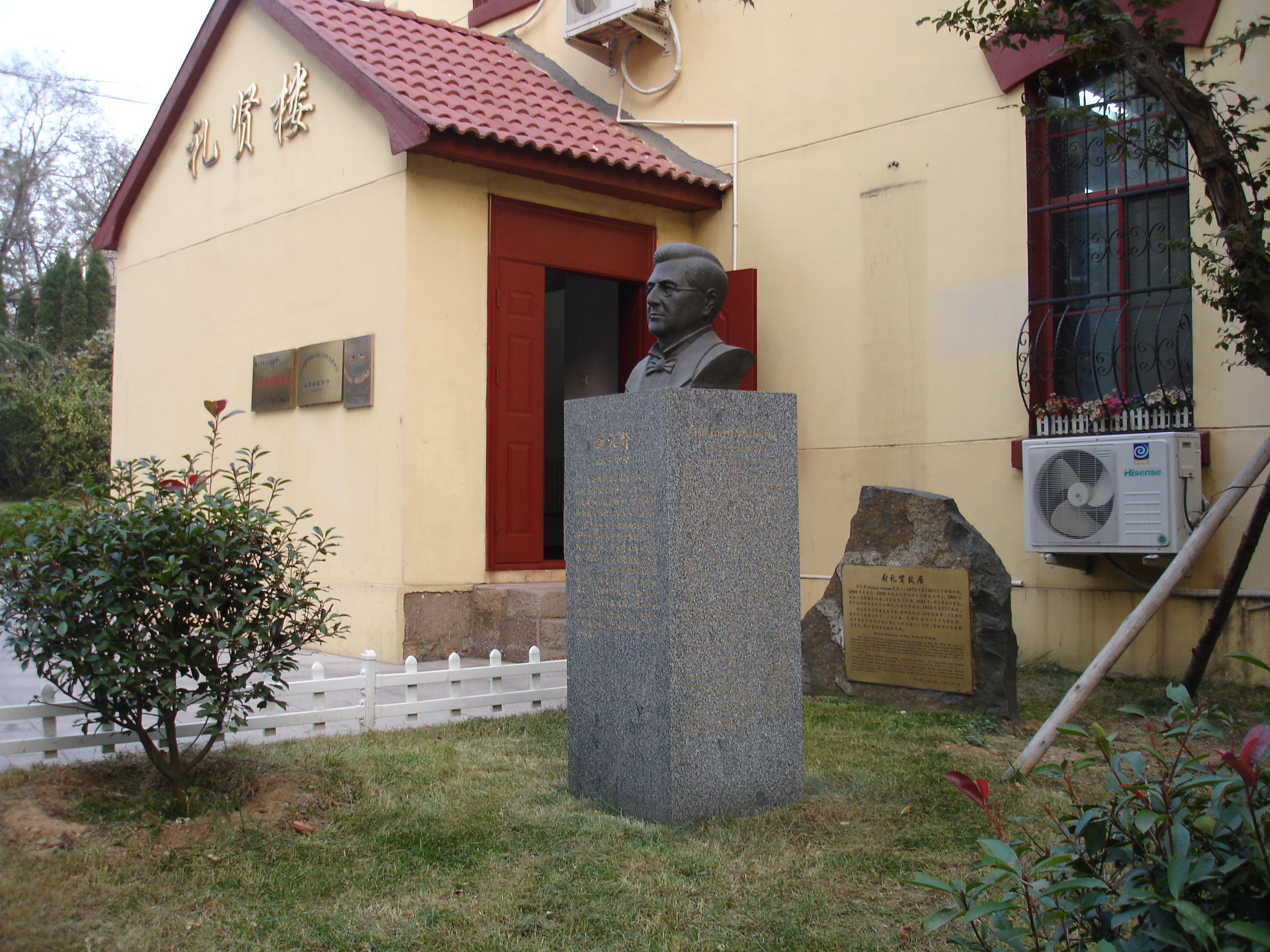
Antigua residencia de Wilhelm y estatua conmemorativa.

El mayor logro y aporte de Wilhelm fue la traducción y comentario del Yijing. No solo realizó un cuidadoso trabajo de traducción sino que mediante su experiencia personal logró comprender los intrincados caminos de esta obra. Wilhelm fue discípulo de un Maestro Chino de antigua escuela llamado Lau Nai Süan, e iniciado por él en la filosofía yoga china y en la psicología del Yijing. Para este viejo sabio, la aplicación práctica del Yijing era una vivencia continuamente renovada.

Wilhelm tuvo la rara suerte de conocer en China uno de los sabios de la vieja escuela expulsado del continente por la revolución. Este viejo maestro, llamado Lau Nai Süan, le inició en el conocimiento de la filosofía china yoga y de la psicología del I Ging. A la colaboración de ambos hombres debemos la edición del I Ging, con su notable comentario. Introdujo esta notable obra del oriente en occidente de un modo vivo y plástico. Me parece que la edición de esta obra es uno de los hechos más importantes de Wilhelm. Junto a la claridad y comprensión de su actitud espiritual occidental muestra en el comentario al I Ging una adaptación a la psicología china que no tiene parangón.
Jung, Recuerdos, sueños, y pensamientos, página 441/442

## Edición en castellano
- Richard Wilhelm y Hellmut Wilhelm (2022). Para comprender el I Ching. Las conferencias Wilhelm. Traducciones Junguianas. ISBN 9798845669957.
- Cuentos chinos. Relatos populares de la mitología china. Reedición completa. Barcelona: Ediciones Paidós. 2012. ISBN 978-84-493-2799-5.
- Tao Te King. Barcelona: Editorial Sirio. 2009. ISBN 978-84-7808-625-2.
- Wilhelm, Richard & Jung, C. G. (2009). El secreto de la flor de oro. Barcelona: Paidós Ibérica. ISBN 978-84-493-2227-3.
- I Ching. El Libro de las Mutaciones. Prólogo de Carl Gustav Jung. 32ª edición. Barcelona: Editorial Edhasa. 1960/2007. ISBN 978-84-350-1902-6.
- Cuentos chinos I. La princesa repudiada y otros relatos de la mitología china. Barcelona: Paidós. 1997. ISBN 978-84-493-0337-1.
- Cuentos chinos II. Ying Ning o la belleza sonriente y otros relatos populares y fantásticos. Barcelona: Paidós. 1997. ISBN 978-84-493-0476-7.